# Andy Turner
Andrew Steven "Andy" Turner (* 19. září 1980, Nottingham) je britský atlet, sprinter, který se věnuje krátkým překážkovým běhům.
Své doposud největší úspěchy zaznamenal v roce 2006, kdy vybojoval bronzovou medaili v běhu na 110 metrů překážek na hrách Commonwealthu v Melbourne a na evropském šampionátu ve švédském Göteborgu.
V roce 2007 na halovém ME v Birminghamu a o dva roky později na halovém ME v Turíně skončil ve finále běhu na 60 metrů překážek na čtvrtém místě. Reprezentoval na letních olympijských hrách v Athénách 2004 a v Pekingu 2008.